# Бокис, Густав Густавович
Густав Густавович Бокис (латыш. Gustavs Boķis; 27 ноября 1896, д. Бракши Лифляндской губ. — 19 марта 1938) — советский военачальник, комдив, начальник АБТУ РККА.

## Биография
Родился 27 ноябре 1896 года в усадьбе Бракши, Валмиерского уезда Лифляндской губернии России, в крестьянской семье. Окончил Руенскую четырехклассную прогимназию и Рижское культурно-техническое училище. Поступил и окончил один курс агрономического отделения Рижского политехнического института.
Член РСДРП с 1913 года.
В августе 1915 года призван в Русскую Императорскую армию (РИА) и участвовал в Первой мировой войне. Проходил военную службу в лейб-гвардии егерском запасном полку. В 1916 году воевал под Ригой в составе 7-го Латышского стрелкового полка. В марте 1917 года окончил Псковскую школу прапорщиков. Службу в РИА окончил[когда?] в чине прапорщика и должности выборного командира роты Латышского запасного полка..
Во время оккупации немцами России, в 1918 году, организовал у себя на родине, в Руене, партизанский отряд, который после слияния его с другим отрядом стал Валмиерским добровольческим батальоном, летом 1919 года батальон добровольцев влился в 8-й полк Латышской стрелковой дивизии РККА. Г. Г. Бокис участвовал в Гражданской войне, был помощником командира полка, затем командовал 8-м полком латышских стрелков. В 1920 году награждён орденом Красного знамени и почётным оружием (Приказ РВСР № 208). В 1924 году окончил Военно-хозяйственную академию РККА, занимал ответственные должности в ГУ РККА и штабе РККА. На 10 сентября 1930 года заместитель начальника УММ РККА. В 1935 году присвоено звание комдив (Приказ Наркома Обороны Союза ССР № 2396). В апреле 1936 года (в другом источнике, с мая) назначен начальником Главного управления механизации и моторизации РККА — начальником механизированных войск РККА, в 1937 году — начальником Автобронетанкового управления РККА.

Начальник управления Густав Густавович Бокис и начальник Военной академии механизации и моторизации РККА Иван Андрианович Лебедев долго совещались, рассматривая фотоснимки танков с зияющими пробоинами.

— Что скажете? — спросил Бокис у Лебедева.

Лебедев вздохнул:

— Обычная броня в 15 — 20 миллиметров может предохранить только от пуль. Нужна броня более толстая.

— Более толстая… 30, 40, 50, 70 миллиметров, больше или меньше? — сдержанно спросил Бокис.

— Об этом надо подумать.

— А какой двигатель потянет такой танк с толстой броней? А ходовая часть?

— И это — для размышлений…

События в Испании подтверждали мысль военных специалистов, что обычная 15 — 20-миллиметровая броня предохраняет только от пуль. Правда, в наши войска к этому времени уже стал поступать новый танк БТ-7, броня которого была на 5 миллиметров толще, чем у Т-26. Однако специалисты понимали, что быстро развивающееся противотанковое и танковое вооружение скоро преодолеет этот бронебарьер.

Позже, когда Бокис и Лебедев пришли к единому мнению, на имя наркома тяжелой промышленности Серго Орджоникидзе пошла специальная записка. В ней была детально обоснована необходимость применения для танков толстой брони.— Ибрагимов Даниял Сабирович. Противоборство
Арестован 23 ноября 1937 года, осужден 19 марта 1938 года по обвинению в участии в контрреволюционной террористической организации (заговор Тухачевского), в тот же день расстрелян и захоронен на территории расстрельного полигона «Коммунарка». Реабилитирован ВКВС СССР 22 февраля 1956 года. До ареста проживал по почтовому адресу: город Москва, Лубянский проезд, дом № 17, квартира № 44.
Жена — Марта Мартыновна Бокис-Пларкш (1900 г.р.) в апреле 1938 года была осуждена как член семьи изменника Родины к восьми годам лагерей.

## Знаки отличия (год)
Ордена:
- Красного Знамени (1920)
- Красной Звезды (1933)

Почётное оружие (Приказ РВСР № 208)

## Память
В начале 1970-х именем Г. Бокиса была названа улица в городе Руйиена.